# Argentinië op de Olympische Zomerspelen 1964
Argentinië nam deel aan de Olympische Zomerspelen 1964 in Tokio, Japan. Het won één medaille, het laagste aantal sinds de Spelen van 1924.

## Medailles
| Sport        | Olympiër         | Onderdeel    | Medaille |
| ------------ | ---------------- | ------------ | -------- |
| Paardensport | Carlos Moratorio | Eventing (g) | Zilver   |

## Resultaten per onderdeel

### Atletiek
| Olympiër                                                     | Discipline      | Resultaat | Prestatie                                      |
| ------------------------------------------------------------ | --------------- | --------- | ---------------------------------------------- |
| Gumersindo Gómez                                             | 400m (m)        | 45e       | serie 3: 6e in 48,3                            |
| Juan Carlos Dyrzka                                           | 110m horden (m) | 34e       | serie 2: 7e in 15,2                            |
| Juan Carlos Dyrzka                                           | 400m horden (m) | 15e       | serie 2: 2e in 51,1 halve finale 2: 8e in 53,1 |
| Osvaldo Roberto Suarez                                       | marathon (m)    | DNF       | niet gefinisht                                 |
|                                                              |                 |           |                                                |
| Gumersindo Gómez                                             | 100m (v)        | 36e       | serie 6: 7e in 12,2                            |
| Susana Ritchie                                               | 200m (v)        | 22e       | serie 2: 5e in 24,7                            |
| Evelia Farina Maria Formeiro Alicia Kaufmanas Susana Ritchie | 4×100m (v)      | 10e       | serie 2: 5e in 46,7                            |
| Evelia Farina                                                | verspringen (v) | 26e       | kwalificatie: 5,57m                            |
| Alicia Kaufmanas                                             | verspringen (v) | 30e       | kwalificatie: 5,29m                            |

### Boksen
| Olympiër        | Discipline  | Resultaat | Prestatie                                                                                 |
| --------------- | ----------- | --------- | ----------------------------------------------------------------------------------------- |
| Luis Romo       | -51kg (m)   | 17e       | 1e ronde: V van AUS Norwood: knock-out                                                    |
| Abel Almarez    | -54kg (m)   | 9e        | 1e ronde: W van IRL Rafter: 5-0 2e ronde: V van KOR Shin-cho: 2-3                         |
| Hugo Martínez   | -57kg (m)   | 17e       | 1e ronde: V van CAM Khiru: knock-out                                                      |
| Hector Pace     | -60kg (m)   | 9e        | 1e ronde: W van NZL Donovan: knock-out 2e ronde: V van ESP Barrera: 1-4                   |
| Roberto Amaya   | -63,5kg (m) | 17e       | 1e ronde: V van POL Kulej: 0-5                                                            |
| Felipe Pereyra  | -67kg (m)   | 9e        | 1e ronde: W van CUB Jimenez: gediskwalificeerd 2e ronde: V van GBR Varley: 2-3            |
| Jose Chirino    | -71kg (m)   | 9e        | 1e ronde: W van JAM Elliott: 5-0 2e ronde: V van URS Lagoetin: gediskwalificeerd          |
| Juae Aguilar    | -75kg (m)   | 9e        | 1e ronde: W van JPN Hitoshi: 5-0 2e ronde: V van POL Walasek: 0-5                         |
| Rafael Gargiulo | -81kg (m)   | 5e        | 1e ronde: vrij 2e ronde: W van SUI Horvath: 5-0 kwartfinale: V van POL Pietrzykowski: 0-5 |
| Santiago Lovell | +81kg (m)   | 9e        | 1e ronde: W van SUI Meier: gediskwalificeerd 2e ronde: V van URS Yemelyanov: knock-out    |

### Gewichtheffen
| Olympiër          | Discipline  | Resultaat | Prestatie                                                                             |
| ----------------- | ----------- | --------- | ------------------------------------------------------------------------------------- |
| Martín Eguiguren  | -82,5kg (m) | DNF       | drukken: 23e met 110kg                                                                |
| Humberto Selvetti | +90kg (m)   | 17e       | drukken: 11e met 155 kg trekken: 13e met 130 kg stoten: 18e met 160 kg totaal: 445 kg |

### Judo
| Olympiër         | Discipline | Resultaat | Prestatie                                                             |
| ---------------- | ---------- | --------- | --------------------------------------------------------------------- |
| Oscar Karpenkopf | -68kg (m)  | 15e       | 1e ronde Groep E: 2e (1-2)                                            |
| Rodolfo Pérez    | -80kg (m)  | 5e        | 1e ronde Groep A: 1e (2-0) kwartfinale: V van USA Bregman: awase-waza |
| Michel Casella   | +80kg (m)  | 9e        | 1e ronde Groep D: 2e (1-1)                                            |

### Paardensport
| Olympiër                                         | Discipline  | Resultaat | Prestatie |
| Eventing                                         | Eventing    | Eventing  | Eventing |
| ------------------------------------------------ | ----------- | --------- | --- |
| Elvio Flores                                     | individueel | 17e       | dressuur: 34e met 68,33 strafpunten crosscountry: 15e met 75,6 punten springconcours: 13e met strafpunten totaal: 2,73 strafpunten         |
| Juan Gesualdi                                    | individueel | 29e       | dressuur: 25e met 61,67 strafpunten crosscountry: 29e met 6,8 strafpunten springconcours: 22e met 20 strafpunten totaal: 88,47 strafpunten |
| Julio Henry                                      | individueel | DNF       | dressuur: 22e met 60,33 strafpunten crosscountry: 36e met 113,8 strafpunten                                                                |
| Carlos Moratorio                                 | individueel | Zilver    | dressuur: 3e met 42 strafpunten crosscountry: 8e met 98,40 punten springconcours: 1e met 0 strafpunten totaal: 56,40 punten                |
| Elvio Flores Juan Gesualdi Carlos Moratorio      | team        | 6e        | 34,80 strafpunten |
| Springconcours                                   |             |           | |
| Hugo Miguel Arrambide                            | individueel | 17e       | 1e ronde: 19e met 17,50 strafpunten 2e ronde: 23e met 16,75 strafpunten totaal: 34,25 strafpunten                                          |
| Jorge Canavas                                    | individueel | 12e       | 1e ronde: 21e met 18,75 strafpunten 2e ronde: 7e met 10,75 strafpunten totaal: 29,50 strafpunten                                           |
| Carlos Delia                                     | individueel | 22e       | 1e ronde: 18e met 17,25 strafpunten 2e ronde: 25e met 20 strafpunten totaal: 37,25 strafpunten                                             |
| Hugo Miguel Arrambide Jorge Canavas Carlos Delia | team        | 5e        | 101 strafpunten |

### Roeien
| Olympiër                                                                | Discipline      | Resultaat | Prestatie                                                                |
| ----------------------------------------------------------------------- | --------------- | --------- | ------------------------------------------------------------------------ |
| Alberto Demiddi                                                         | skiff (m)       | 4e        | serie 2: 3e in 7.55,59 herkansing 2: 1e in 7.39,67 finale: 4e in 8.31,51 |
| Juan Gomez Jose Robledo                                                 | dubbel-twee (m) | 12e       | serie 3: 4e in 6.58,08 herkansing 2: 2e in 7.05,02 finale B: DNS         |
| Ricardo Duran Carlos Montaldo                                           | twee-zonder (m) | 11e       | serie 2: 3e in 7.30,76 herkansing 3: 3e in 7.42,23 finale B: DNS         |
| Natalio Rossi Juan Pedro Lier Óscar Rompani (s)                         | twee-met (m)    | 12e       | serie 3: 4e in 8.19,63 herkansing 3: 3e in 7.44,62 finale B: DNS         |
| Juan Francisco Zanassi Atilio Kesunza Jorge Meana Juan Alberto Iannuzzi | vier-zonder (m) | 14e       | serie 2: 4e in 7.08,60 herkansing 2: 4e in 7.07,83                       |

### Schermen
| Olympiër                                                            | Discipline      | Resultaat | Prestatie                                                                                              |
| ------------------------------------------------------------------- | --------------- | --------- | --- |
| Zelmar Casco                                                        | degen (m)       | 45e       | 1e ronde Groep A: 6e (2-5)                                                                             |
| Francisco Serp                                                      | degen (m)       | 45e       | 1e ronde Groep C: 7e (2-5)                                                                             |
| Jesus Taboada                                                       | degen (m)       | 63e       | 1e ronde Groep H: 8e (0-7)                                                                             |
| Zelmar Casco Félix Galimi Francisco Serp Jesus Taboada              | degen team (m)  | 12e       | 1e ronde Groep A: 3e (0-2)                                                                             |
| Adolfo Bisellach                                                    | floret (m)      | 47e       | 1e ronde Groep I: 6e (1-4)                                                                             |
| Orlando Nannini                                                     | floret (m)      | 38e       | 1e ronde Groep F: 5e (1-4)                                                                             |
| Jesus Taboada                                                       | floret (m)      | 38e       | 1e ronde Groep C: 6e (0-5)                                                                             |
| Adolfo Bisellach Félix Galimi Alberto Lanteri Orlando Nannini       | floret team (m) | 16e       | 1e ronde Groep A: 4e (0-3)                                                                             |
| Juan Frecia                                                         | floret (m)      | 38e       | 1e ronde Groep G: 7e (1-5)                                                                             |
| Rafael González                                                     | floret (m)      | 38e       | 1e ronde Groep A: 4e (2-3) barrage ronde 1: V van COL Posada                                           |
| Alberto Lanteri                                                     | floret (m)      | 27e       | 1e ronde Groep H: 4e (3-3) 2e ronde Groep C: 7e (1-6)                                                  |
| Juan Carlos Frecia Rafael González Alberto Lanteri Julian Velásquez | sabel team (m)  | 9e        | 1e ronde Groep C: 3e (0-2)                                                                             |
| Esther Romano                                                       | floret (v)      | 9e        | 1e ronde Groep F: 4e (2-3) 2e groep C: 3e (2-3) barrage Groep 2: 1e 3e ronde: V van URS Gorochova: 4-8 |

### Schietsport
| Olympiër                | Discipline                 | Resultaat | Prestatie   |
| ----------------------- | -------------------------- | --------- | ----------- |
| Humberto Aspitia        | 50m geweer 3 houdingen (m) | 44e       | 1092 punten |
| Melchor López           | 50m liggend (m)            | 59e       | 579 punten  |
| Cirilo Nassiff          | 50m liggend (m)            | 60e       | 579 punten  |
| Humberto Aspitia        | 50m pistool (m)            | 41e       | 514 punten  |
| Manuel José Fernández   | 25m snelvuurpistool (m)    | 28e       | 576 punten  |
| Juan Carlos Oxoby       | 25m snelvuurpistool (m)    | 32e       | 574 punten  |
| Juan Ángel Martini, Sr. | trap (m)                   | 13e       | 189 punten  |
| José Passera            | trap (m)                   | 44e       | 173 punten  |

### Voetbal
| Olympiër | Discipline | Resultaat | Prestatie                                          |
| --- | ---------- | --------- | -------------------------------------------------- |
| Agustín Cejas Andrés Bertolotti Otto Sesana Horacio Morales Miguel Mori Roberto Perfumo Ricardo Pérez José Malleo Carlos Alberto Bulla Néstor Manfredi Héctor Ochoa José Miguel Marín Juan Carlos Sconfianza Emilio Pazos Francisco Brandán Antonio Cabrera Juan Risso Juan Carlos Domínguez Miguel Tojo | mannen     | 10e       | groepsfase: 3e G tegen Ghana: 1-1 V van Japan: 2-3 |

| Groep D |            |             |             |             |             |            |            |            |        |
| #       | Land       | Wedstrijden | Wedstrijden | Wedstrijden | Wedstrijden | Doelpunten | Doelpunten | Doelpunten | Punten |
| #       | Land       | G           | W           | G           | V           | V          | T          | Saldo      | Punten |
| 1       | Ghana      | 2           | 1           | 1           | 0           | 4          | 3          | +1         | 3      |
| 2       | Japan      | 3           | 1           | 0           | 1           | 5          | 5          | 0          | 2      |
| 3       | Argentinië | 3           | 0           | 1           | 1           | 3          | 4          | −1         | 1      |
| 4       | Italië     | 0           | 0           | 0           | 0           | 0          | 0          | 0          | 0      |

| Ronde      | Datum | Lokale tijd | MEZT  | Plaats     | Land | Score      | Land |
| ---------- | ----- | ----------- | ----- | ---------- | ---- | ---------- | ---- |
| Groepsfase |       |             |       |            |      |            |      |
| 12 oktober | 14:00 | 07:00       | Tokio | Argentinië | 1-1  | Ghana      |      |
| 14 oktober | 14:00 | 07:00       | Tokio | Japan      | 3-2  | Argentinië |      |

### Wielersport
| Olympiër                                                                    | Discipline               | Resultaat | Prestatie                                                               |
| Baan                                                                        | Baan                     | Baan      | Baan                                                                    |
| --------------------------------------------------------------------------- | ------------------------ | --------- | ----------------------------------------------------------------------- |
| Oscar García                                                                | sprint (m)               | 19e       | serie 4: 2e herkansingen 1: 1e in 12,16 herkansingen 2: V van POL Zajac |
| Carlos Alberto Vázquez                                                      | sprint (m)               | DNF       | serie 6: niet gefinisht                                                 |
| Carlos Alberto Álvarez Ernesto Contreras Juan Alberto Merlos Alberto Trillo | ploegenachtervolging (m) | 4e        | serie 2: 2e in 4.44,66                                                  |
| Carlos Alberto Vázquez                                                      | 1000m tijdrit (m)        | 12e       | 1.12,18                                                                 |
| Weg                                                                         |                          |           |                                                                         |
| Roberto Breppe                                                              | wegwedstrijd (m)         | 9e        | 4:39.51,74                                                              |
| Delmo Delmastro                                                             | wegwedstrijd (m)         | 8e        | 4:39.51,74                                                              |
| Rubén Placanica                                                             | wegwedstrijd (m)         | 49e       | 4:39.51,79                                                              |
| Héctor Acosta Roberto Breppe Delmo Delmastro Rubén Placanica                | ploegentijdrit (m)       | 4e        | 2:27.58,55                                                              |

### Worstelen
| Olympiër             | Discipline     | Resultaat      | Prestatie |
| Grieks-Romeins       | Grieks-Romeins | Grieks-Romeins | Grieks-Romeins |
| -------------------- | -------------- | -------------- | --- |
| Rubén Leibovich      | -57kg (m)      | 28e            | 1e ronde: V van FIN Lehtonen: fall 2e ronde: V van DEN Skrydstrup: fout                                                          |
| Raúl Romero          | -63kg (m)      | DNS            | niet gestart |
| Carlos Alberto Vario | -70kg (m)      | 20e            | 1e ronde: V van HUN Rizmayer: beslissing 2e ronde: V van NOR Barlie: fall                                                        |
| Julio Graffigna      | -87kg (m)      | 15e            | 1e ronde: V van FIN Punkari: beslissing 2e ronde: V van YUG Simić : fall                                                         |
| Vrije stijl          |                |                | |
| Rubén Leibovich      | -57kg (m)      | 13e            | 1e ronde: V van IND Singh: fall 2e ronde: V van USA Auble: fall                                                                  |
| Raúl Romero          | -63kg (m)      | 13e            | 1e ronde: W van NRH Smith: beslissing 2e ronde: V van AFG Ebrahimi: fall 3e ronde: V van JPN Watanbe: fall                       |
| Carlos Alberto Vario | -70kg (m)      | 9e             | 1e ronde: V van AFG Djan: beslissing 2e ronde: W van CAN Doner: beslissing 3e ronde: vrij 4e ronde: V van TUR Atalay: beslissing |
| Julio Graffigna      | -87kg (m)      | 11e            | 1e ronde: V van IND Singh: beslissing 2e ronde: W van GBR Allen: beslissing 3e ronde: V van TUR Oğan: beslissing                 |

### Zeilen
| Olympiër                                                 | Discipline | Resultaat | Prestatie                           |
| -------------------------------------------------------- | ---------- | --------- | ----------------------------------- |
| Ricardo Boneo                                            | finn (m)   | 26e       | 1583 punten: (20-23-25-19-25-28-25) |
| Arnoldo Pekelharing Roberto Sieburger                    | star (m)   | 12e       | 1518 punten: (14-15-6-16-12-13-15)  |
| Jorge Salas Chávez Jorge del Río Sálas Rodolfo Rivademar | draken (m) | 10e       | 3682 punten: (7-3-18-12-15-11-3)    |

### Zwemmen
| Olympiër                                                                  | Discipline            | Resultaat | Prestatie                                          |
| ------------------------------------------------------------------------- | --------------------- | --------- | -------------------------------------------------- |
| Carlos van der Maath                                                      | 100m vrije slag (m)   | 45e       | serie 4: 6e in 57,5                                |
| Luis Nicolao                                                              | 100m vrije slag (m)   | 26e       | serie 3: 4e in 56,1                                |
| Carlos van der Maath                                                      | 400m vrije slag (m)   | 25e       | serie 3: 4e in 4.30,2                              |
| Ricardo Morello                                                           | 1500m vrije slag (m)  | 28e       | serie 4: 4e in 18.46,5                             |
| Pedro Diz                                                                 | 200m rugslag (m)      | 26e       | serie 3: 5e in 2.24,9                              |
| Carlos van der Maath                                                      | 200m rugslag (m)      | 16e       | serie 5: 5e in 2.19,6 halve finale 2: 8e in 2.21,3 |
| Miguel Angel Navarro                                                      | 200m schoolslag (m)   | 31e       | serie 4: 7e in 2.49,7                              |
| Carlos van der Maath Miguel Ángel Navarro Luis Nicolao Alfredo Bourdillón | 4×100m wisselslag (m) | 11e       | serie 2: 6e in 4.15,8                              |
|                                                                           |                       |           |                                                    |
| Susana Peper                                                              | 100m rugslag (m)      | 25e       | serie 4: 7e in 1.13,2                              |
| Susana Peper                                                              | 200m schoolslag (m)   | 22e       | serie 2: 5e in 3.00,0                              |

Afghanistan · Algerije · Argentinië · Australië · Bahama's · België · Bermuda · Birma · Bolivia · Brazilië · Brits-Guiana · Bulgarije · Cambodja · Canada · Ceylon · Chili · Colombia · Congo-Brazzaville · Costa Rica · Cuba · Denemarken · Dominicaanse Republiek · Duits eenheidsteam · Ethiopië · Filipijnen · Finland · Frankrijk · Ghana · Griekenland · Groot-Brittannië · Hongarije · Hongkong · Ierland · IJsland · India · Irak · Iran · Israël · Italië · Ivoorkust · Jamaica · Japan · Joegoslavië · Kameroen · Kenia · Libanon · Liberia · Libië · Liechtenstein · Luxemburg · Madagaskar · Maleisië · Mali · Marokko · Mexico · Monaco · Mongolië · Nederland · Nederlandse Antillen · Nepal · Nieuw-Zeeland · Niger · Nigeria · Noord-Rhodesië · Noorwegen · Oeganda · Oostenrijk · Pakistan · Panama · Peru · Polen · Portugal · Puerto Rico · Roemenië · Senegal · Sovjet-Unie · Spanje · Taiwan · Tanganyika · Thailand · Trinidad en Tobago · Tsjaad · Tsjecho-Slowakije · Tunesië · Turkije · Uruguay · Venezuela · Verenigde Arabische Republiek · Verenigde Staten · Vietnam · Zuid-Korea · Zuid-Rhodesië · Zweden · Zwitserland